# Wilec przeczyszczający
Wilec przeczyszczający, jalapa meksykańska (Ipomoea purga) –gatunek rośliny z rodziny powojowatych. Pochodzi z gór Meksyku (stany: Hidalgo, Puebla, Veracruz). W uprawie w strefie międzyzwrotnikowej: na Jamajce, w Afryce, w Indiach, na Cejlonie

## Morfologia
Bylina o grubym korzeniu i łodydze do 3 m długości. Łodyga z brunatnoczerwonawym nalotem. Liście sercowate, długoogonkowe, ostro zakończone. Od strony dolnej w kolorze czerwonawym.  Kwiaty duże umiejscowione w kątach liści po 1–2 sztuki. Korona kwiatowa lejkowata do 7 cm długa.

## Zastosowanie
Roślina lecznicza – bulwy (znane w farmakopeach jako Tubera Jalape lub nieściśle Radix Jalape) zawierają żywicę jalapową, która jest silnym środkiem przeczyszczającym.